# 1437 w polityce
Wydarzenia polityczne w 1437 roku.

## Wydarzenia
- 11 października - na zjeździe w Radzyniu zostaje wyrażony protest szlachty chełmińskiej przeciwko podejmowanym przez władzę zakonu krzyżackiego usiłowaniom ograniczenia praw wynikających z prawa chełmińskiego o przywileje fiskalne i uprawnienie do zwrotu kosztów wyprawy zbrojnej na lewy brzeg Wisły[1].

## Zmarli
- 3 stycznia – Katarzyna de Valois, żona króla Anglii Henryka V Lancastera, a następnie Owena Tudora.
- 9 grudnia – Zygmunt Luksemburski, cesarz rzymski, król czeski i niemiecki[2].